# Chuyên gia hôn lễ

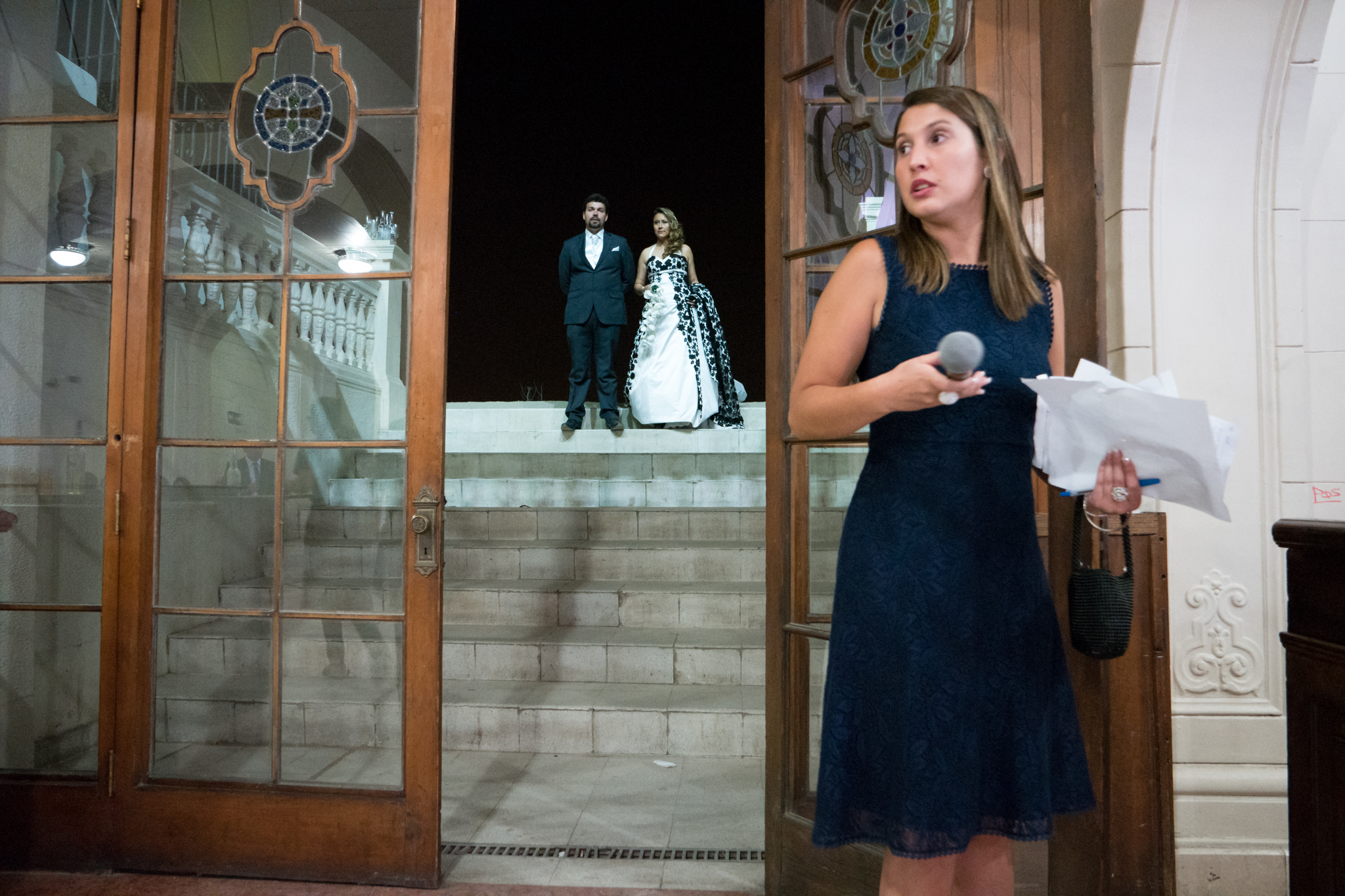
Một chuyên gia tại một sự kiện hôn lễ ở Chile

Chuyên gia hôn lễ, Chuyên gia tiệc cưới, Người lập kế hoạch đám cưới hay Người tổ chức đám cưới, thuật ngữ tiếng Anh: Wedding Planner, hiểu theo một cách đơn giản nhất tức là nhà lên kế hoạch và tổ chức đám cưới.

## Khái quát
Công việc của một Người lập kế hoạch đám cưới bao gồm: lên kế hoạch về việc tổ chức đám cưới, tổ chức thực hiện theo các kế hoạch, và cung cấp mọi dịch vụ cần thiết để thực hiện công việc một cách tốt nhất.
"Lập kế hoạch đám cưới" được hiểu như là một chuyên gia trong lĩnh vực tổ chức đám cưới. "Lập kế hoạch đám cưới" sẽ đứng ra lên kế hoạch và tổ chức các đám cưới theo nhu cầu đa dạng của khách hàng. Do Cưới hỏi là một trong các sự kiện lớn của mỗi người, nên với các cặp đôi dư dả thì họ sẽ sẵn sàng bỏ ra một khoản tiền để tìm đến một "Lập kế hoạch đám cưới" chuyên nghiệp giúp họ có được một đám cưới như ý và hoàn hảo. Như vậy có thể hiểu gắn gọn, đến vớiNgười lập kế hoạch đám cướithì cô dâu chú rể sẽ không còn phải lo lắng đi tìm nhiều dịch vụ khác nhau nữa, vì tất cả các công việc cần thiết cho đám cưới sẽ doNgười lập kế hoạch đám cướiđảm nhận.
Ở các nước phát triển, "Lập kế hoạch đám cưới" là một ngành nghề rất phát triển và trở thành một ngành công nghiệp cao cấp và đã có những Hiệp hội của các "Lập kế hoạch đám cưới" chuyên nghiệp được thành lập. Được đào tạo bài bản theo các khóa học dành riêng cho những người đam mê công việc này. Ngoài ra còn có những người xuất thân trong ngành công nghiệp wedding như áo cưới, hoa cưới...
Dù là xuất phát điểm như thế nào thì một "Lập kế hoạch đám cưới" thành công cũng cần có những kỹ năng thiết yếu sau: có khả năng quản lý tiền bạc tốt để lên và quản lý ngân sách cho cô dâu chú rể, hai họ nhà trai và nhà gái, có đầu óc sáng tạo và kinh nghiệm về tổ chức event chuyên nghiệp để thay mặt hai họ lo liêu các hợp đồng và thanh toán với các nhà cung cấp lẻ khác, đồng thời có khả năng thương lượng tốt để đảm bảo giúp cho cô dâu chú rể tiết kiệm tiền đúng lúc, và ngoài ra là có óc thẩm mỹ tốt bởi "người tổ chức đám cưới" là người thiết kế và tư vấn mọi khía cạnh trong đám cưới.

## Dịch vụ
Các dịch vụ của một kế hoạch đám cưới có thể bao gồm:
- Phỏng vấn các cặp vợ chồng và cha mẹ hai bên để xác định nhu cầu của họ.
- Chuẩn bị ngân sách
- Lập danh sách chi tiết về chương trình (từ một năm về trước đến một vài ngày sau khi đám cưới)
- Chuẩn bị danh sách khách mời
- Xác định địa điểm lý tưởng để tổ chức sự kiện (khách sạn, hội trường,...)
- Xác định và thuê, điều hành các chuyên gia đám cưới và nhà cung cấp dịch vụ (cung cấp suất ăn, nhiếp ảnh, quay phim chụp ảnh, trang trí mỹ thuật, người trồng hoa, người làm bánh...), và chuẩn bị và thực hiện hợp đồng.
- Mua sắm đồ trang trí
- Phối hợp giao hàng / dịch vụ trong ngày cưới.
- Có một kế hoạch dự phòng trong trường hợp xảy ra thảm họa
- Hỗ trợ và chuẩn bị các bước thực hiện các văn bản pháp lý và bản dịch